# 格日勒鳥屬
格日勒鳥（學名Gurilynia）是一屬反鳥亞綱鳥類。其下只有G. nessovi一個物種。它們生存在白堊紀晚期的馬斯垂克階。格日勒鳥的化石只是碎片，都是在蒙古戈壁南部的耐梅蓋特地層（Nemegt Formation）發現。
格日勒鳥的化石包括三個骨頭部份。完模標本是右肱骨的近端部份，編號PIN 4499-12。副模標本是左肱骨的遠端部份，編號PIN 4499-14；最後的副模標本是左喙突的肩膀端，編號PIN 4499-13。所有三個化石都存放在俄羅斯科學研究院（The Paleontological Institute of the Russian Academy of Sciences）。肱骨的頭闊約29毫米，而白堊紀早期最大型的反鳥亞綱是鵬鳥，其肱骨的頭也只有17毫米闊。故此格日勒鳥可能是整個白堊紀中最大型的反鳥亞綱成員。